# Kim Oanh (doanh nhân)
Kim Oanh (sinh ngày 1 tháng 2 năm 1975 tại Hải Phòng), tên đầy đủ là Nguyễn Thị Kim Oanh, được công chúng biết đến rộng rãi với danh hiệu Hoa khôi Thể thao đầu tiên trong lịch sử sắc đẹp Việt Nam năm 1993. Cô từng là một vận động viên thể dục nhịp điệu và ca sĩ tại thành phố Hải Phòng.
Sau khi đăng quang, Kim Oanh hoạt động trong lĩnh vực kinh doanh ẩm thực và hiện là chủ nhân (CEO) của chuỗi nhà hàng các món cuốn Việt Nam Wrap&Roll. Năm 2014, Oanh lần đầu tiên xuất hiện trở lại trên sóng truyền hình với cương vị Giám khảo trong cuộc thi Vua đầu bếp mùa thứ 2.
Hiện cô đang sinh sống cùng chồng và con trai tại Thành phố Hồ Chí Minh, Việt Nam.

## Cuộc đời và sự nghiệp

### 1975-1992: Gia đình, niên thiếu và đam mê ẩm thực
Kim Oanh có anh trai là ca sĩ Quang Minh và chị gái là ca sĩ Thu Phương. Những năm thiếu thời, Minh, Oanh và Phương xuất hiện biểu diễn cùng nhau tại nhiều tụ điểm ca nhạc của Thành phố Hải Phòng. Sau đó, Minh và Phương lên Hà Nội học thanh nhạc và theo đuổi ca hát chuyên nghiệp, Oanh ở lại Hải Phòng giúp mẹ việc bếp núc và kinh doanh cửa hàng ăn uống cũng như đi làm tại Công ty liên doanh du lịch với hãng Coca Cola tại Hải Phòng năm 1992.

### 1993: Đăng quang Hoa khôi Thể thao Việt Nam
Năm 1993 Oanh tham gia thi Hoa khôi Thể thao Việt Nam và đoạt ngôi vị cao nhất. Ngay sau khi đăng quang, sự kiện này đã làm nức lòng người dân đất Cảng lúc bấy giờ, thậm chí lãnh đạo thành phố Hải Phòng còn tổ chức một cuộc gặp gỡ với Oanh và đưa tin trên sóng truyền hình.
Kể về bí quyết đoạt giải của mình, Oanh cho rằng có lẽ một phần nhờ chị Mai, một diễn viên múa đã cho cô mượn chiếc áo dài đỏ để mặc dự thi hôm chung kết và các chú phóng viên ảnh thì chỉ cho cô một "tuyệt chiêu": "Khi ra dự thi nhớ cười nhé, vì cháu cười rất xinh".

### 1994-2000: Sau đăng quang, kết hôn và Nam tiến
Năm 1998, Oanh chính thức kết hôn với đạo diễn Trần Anh Dũng và chuyển vào sinh sống tại Sài Gòn, hai năm sau, năm 2000 Oanh sinh con trai đầu lòng.

### 2006-2014: Bước ngoặt vớiWrap&Rollvà kinh doanh thành công
Sau hơn 10 năm hình thành, chuỗi nhà hàng Wrap&Roll đã có 8 chi nhánh trên cả nước và thực hiện nhượng quyền thương hiệu tại Singapore và Hoa Kỳ.Bên cạnh công việc quản lý Wrap&Roll, Oanh cũng xuất hiện tại các sự kiện, chương trình, hội trợ về ẩm thực cũng như được mời làm người mẫu thời trang, người mẫu quảng cáo trên các tạp chí cũng như truyền hình.

### 2014-nay: Trở lại vớiMasterchef - Vua đầu bếp
Năm 2014, Kim Oanh trở lại sóng truyền hình quốc gia VTV với cương vị giám khảo của chương trình Vua đầu bếp mùa thứ 2 bên cạnh hai giám khảo mùa thứ 1 là đầu bếp Phạm Tuấn Hải và Luke Nguyễn. Sự xuất hiện của Oanh với vai trò giám khảo "MasterChef" mùa thứ hai không chỉ khiến khán giả thu hút bởi vẻ ngoài sắc sảo thông minh mà còn gây thiện cảm với những nhận xét tinh tế và chân thành. Kim Oanh đã "tái xuất" đầy bất ngờ với người hâm mộ.
Năm 2017, Oanh được Công ty xây dựng và kiểm định doanh nghiệp Thế giới, EY (Ernst and Young) bình chọn là một trong những nữ doanh nhân thành công nhất trong khu vực Á Châu - Thái Bình Dương.